# Clan Akechi

Mon du clan Akechi.

Le clan Akechi (明智氏, Akechi-shi) est une branche du clan Toki, lequel descend du Seiwa Genji. Le clan Akechi prospère vers la fin de l'époque Sengoku au XVIe siècle. Les Akechi deviennent vassaux des Toki après que ceux-ci ont été défaits par le clan Saitō en 1540. Mitsuhide Akechi sert les shoguns Yoshiteru Ashikaga et Yoshiaki Ashikaga. Après avoir présenté Yoshiaki Ashikaga à Oda Nobunaga, Mitsuhide devient un puissant général d'Oda Nobunaga. Mais le 21 juin 1582, Mitsuhide prend Nobunaga au piège lors de l'incident du Honnō-ji et le contraint au seppuku. Les Akechi étendent alors leur pouvoir du fait de l'effondrement du clan Oda. Plus tard cette même année, Mitsuhide Akechi est tué à la bataille de Yamazaki, douze jours après l'incident du Honnō-ji. Le clan Akechi perd alors de son importance.

## Importantes personnalités
- Akechi Hidemitsu (mort en 1582), samouraï de l'époque Sengoku
- Akechi Mitsutsugu
- Akechi Mitsutsuna (mort en 1538), vassal de rang supérieur du clan Toki durant la fin de l'époque Sengoku
- Akechi Mitsuhide (vers 1520-1582), samouraï de l'époque Sengoku
- Akechi Mitsuharu (mort en 1582), vassal sous le clan Akechi durant l'époque Azuchi Momoyama
- Akechi Mitsutada (mort en 1582), samouraï de l'époque Sengoku
- Akechi Mitsuyoshi (mort en 1582), samouraï de l'époque Sengoku
- Akechi Masachika (mort en 1582)

## Source de la traduction
- (en) Cet article est partiellement ou en totalité issu de l’article de Wikipédia en anglais intitulé « Akechi clan » (voir la liste des auteurs).